# Death and the Flower
Death and the Flower è un album in studio del musicista statunitense Keith Jarrett, pubblicato nel 1975.

## Tracce
1. Death and the Flower - 22:49
2. Prayer - 10:12
3. Great Bird - 8:45